# Glen Dell
Glen Dell (9 de abril de 1962, Joanesburgo — 12 de outubro de 2013, Joanesburgo) foi um piloto comercial e acrobático sul-africano, que competiria na Red Bull Air Race World Series em 2007. Faleceu em 12 de outubro de 2013 vítima de um acidente em Mpumalanga, África do Sul.